# Greyfriars Kirk

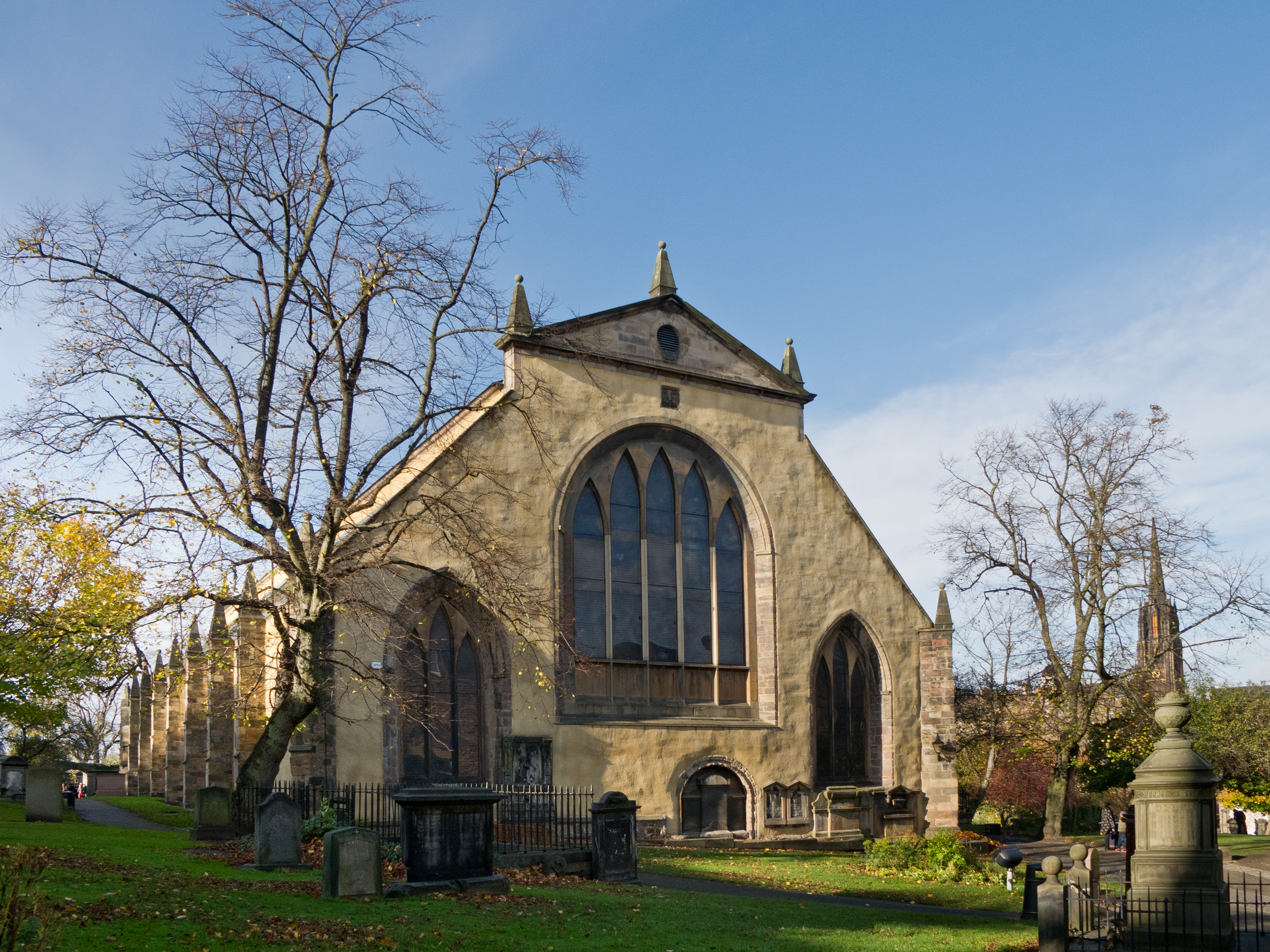
Iglesia Greyfriars.

Greyfriars Kirk es una parroquia perteneciente a la Iglesia de Escocia, hoy en día conocida como la cárcel de Greyfriars o Iglesia de las Tierras Altas, ubicada en el centro de Edimburgo, Escocia. Su nombre refleja una asociación con la orden de los franciscanos pertenecientes a la pre-Reforma Escocesa del Fraile Grey.
Es uno de los edificios más antiguos, construidos a las afueras de la parte antigua de Edimburgo, iniciado en 1602 y completado en 1620. Se encuentra al sur de Grassmarket, junto a la Escuela George Heriot, que fundó él mismo en 1628.

## Historia
Greyfriars Kirk ocupa un lugar importante en la historia escocesa de los Covenanter. En 1638 la Alianza Nacional de Covenanter fue presentada, y firmadas las actas, frente al púlpito de la iglesia. En 1679, unos 1200 Covenanters fueron encarcelados en la iglesia a la espera de un juicio. 
A mediados del siglo XIX, el Reverendo Robert Lee, entonces ministro de la Antigua Greyfriars, encabezó un movimiento para reformar la adoración, al realizar el primer trabajo de post-reforma colocando vitrales en la Iglesia, que pertenecía a la línea presbiteriana de Escocia, y también instaló uno de los primeros órganos. Recibió muchas críticas en el momento, pero la mayoría de sus propuestas posteriormente fueron ampliamente aceptadas por la Iglesia de Escocia. 
Durante muchos años, la parroquia Greyfriars Kirk estuvo dividida en 2 sitios de reunión, la Antigua Greyfriars y la Nueva Greyfriars. Estas dos congregaciones, se unieron en 1929 y el edificio de la antigua iglesia, posteriormente fue totalmente restaurado. El interior de la pared que dividía los dos santuarios antiguos, fue removido como parte de estas renovaciones, completadas en 1938. Cuando terminaron las reformas, la bóveda quedó sobre las casa de la familia vecina de Lauder, y parte de la iglesia ocupó el sitio donde estaba la cocina de la casa.
Teniendo en cuenta la despoblación del casco histórico de Edimburgo en la primera parte del siglo XX, muchos edificios de las iglesias vecinas fueron cerrados y sus congregaciones comenzaron a reunirse en la iglesia Greyfriars, incluyendo la iglesia del Nuevo Norte de Edimburgo y la Iglesia de la Virgen de Yester . En 1979 la congregación también recibió a la congregación de la primera iglesia de la cárcel de San Juan, este edificio de las Tierras Altas de Escocia, más precisamente en Royal Mile, se usa ahora como The Hub de Edinburgo, sede de la Sociedad del Festival Internacional de Edimburgo.
Cuatro ministros cristianos y un anciano relogioso de la Iglesia Greyfriars llegaron a ser Moderadores de la Asamblea General de las Iglesias de Escocia:
- El Ministro George Kay, 1759.
- El historiador William Robertson, 1763
- Robert Henry, 1774
- El ministro James Ogilvie, 1918
- Alison Elliot, 2004

## La Iglesia hoy en día
Luego de la unión de las congregaciones de 1979, continuaron reuniéndose en la Iglesias Greyfriars, con los servicios del domingo en inglés y en gaélico escocés. Esta es la única congregación de la Iglesia al este de Escocia, con servicios regulares en gaélico. El actual ministro, (desde 2003) es el Reverendo Dr. Richard Frazer.
La cárcel de Greyfriars y la Iglesia de las Tierras Altas forman parte de la Asociación Ecuménica (LEP), ver: St Columba's-by-the-Castle, Iglesia del Episcopado de Escocia y las Iglesias Augustinas Unidas (Iglesias de la Reformistas Unidas).

## El entorno de la Iglesia Greyfriars
El cementerio que rodea la iglesia, Greyfriars Kirkyard, está en manos de un fiduciario independiente. Numerosas personas famosas fueron enterradas en este cementerio, incluyendo James Burnett, Lord de Monboddoo y su hija Eliza. Para muchos, el cementerio está asociado con Greyfriars Bobby, el perro fiel que vigilaban la tumba de su amo.
El cementerio es supuestamente perseguido por el espíritu inquieto del infame George Mackenzie (abogado), conocido como "Bloody" (el sangriento). Hay individuos que denuncian ataques, cortes y rasguños al pasar cerca de su tumba.